# Анвар Шакунда
Анвар Сідалі Шакунда (сом. Anwar Siid Cali; нар. 12 квітня 1999) — сомалійський футболіст, який грає на позиції нападника в клубі «Хорсід» та національній збірній Сомалі.

## Клубна кар'єра
Анвар Шакунда розпочав виступи на футбольних полях у 2016 році в складі сомалійської команди «Джіньйо Юнайтед». З початку 2018 року він грав в команді «Ельман», який грає в Лізі Могадішо. У 2021 році футболіст перейшов до іншого клубу цієї ж ліги «Декеда», втім цього ж року став гравцем клубу «Хорсід»

## Виступи за збірну
У 2019 році Анвар Шакунда дебютував у складі національній збірній Сомалі. У першому ж матчі 5 вересня 2019 року він відзначився забитим м'ячем у ворота збірної Зімбабве. На початок 2023 року зіграв у складі збірної 5 матчів, у яких відзначився 1 забитим м'ячем.